# 尾辻素乃子
尾辻 素乃子（おつじ そのこ、1999年7月9日 - ）は、福岡県出身のハンドボール選手。日本ハンドボールリーグの北國銀行所属。

## 経歴
2022年1月に日本ハンドボールリーグの北國銀行へ加入。

## 詳細情報

### 年度別成績
| 年       | チーム   | 試合 | フィールド 得点 | 率   | 7m  | 合計  | 警告 | 退場 | 失格 |
| -------- | -------- | ---- | --------------- | ---- | --- | ----- | ---- | ---- | ---- |
| 2021-22  | 北國銀行 | 6    | 1/2             | .500 | 0/0 | 1/2   | 0    | 0    | 0    |
| 2022-23  | 北國銀行 | 20   | 19/28           | .679 | 0/0 | 19/28 | 1    | 1    | 0    |
| JHL：2年 | JHL：2年 | 26   | 20/30           | .667 | 0/0 | 20/30 | 1    | 1    | 0    |

- 各年度の太字はリーグ最高

### 記録

#### 日本ハンドボールリーグ
- フィールドゴール初得点：2022年2月20日、対三重バイオレットアイリス戦（AGF鈴鹿体育館）[2]

### 背番号
- 9 (2021年 - )